# Pilar Bayer Isant

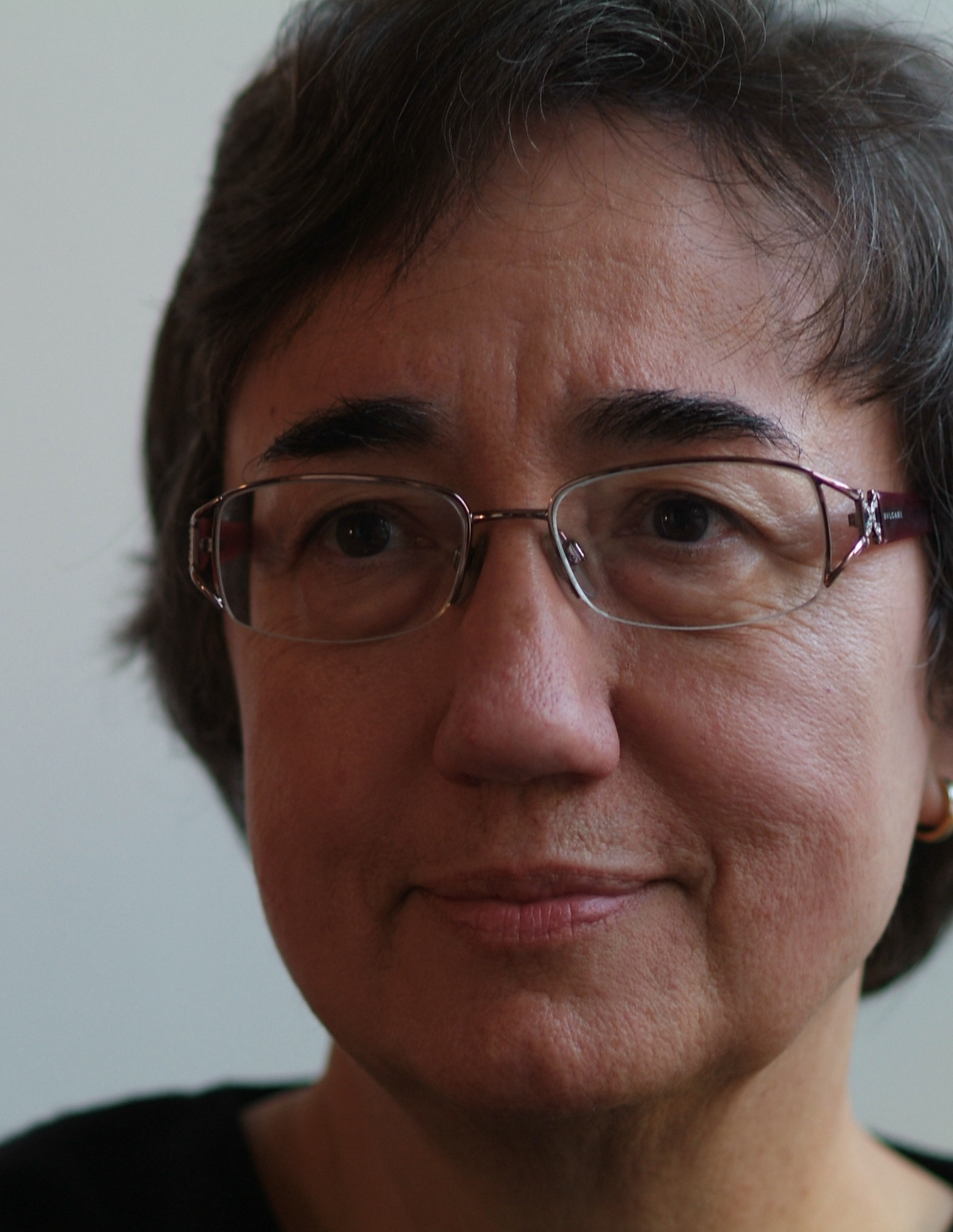
Pilar Bayer Isant

Pilar Bayer Isant (* 13. Februar 1946 in Barcelona) ist eine spanische Mathematikerin.
Pilar Bayer erhielt 1967 den Professorentitel für Klavier am städtischen Konservatorium in Barcelona. Gleichzeitig studierte sie Mathematik an der Universität Barcelona mit dem Lizenziat 1968. Sie wurde 1975 bei Rafael Mallol Balmaña (und Jürgen Neukirch) an der Universität Barcelona promoviert (Extensiones maximales de un cuerpo global en las que un divisor primo descompone completamente).  Sie war 1977 bis 1980 wissenschaftliche Assistentin bei Jürgen Neukirch an der Universität Regensburg und ab 1980 Assistenzprofessorin für Algebra an der Universidad de Santander. 1981/82 war sie Professorin für Algebra an der Universitat Autònoma de Barcelona und ab 1982 an der Universität Barcelona.
Pilar Bayer befasst sich mit arithmetischer algebraischer Geometrie und Zahlentheorie (Zetafunktionen, automorphe Formen, Shimura-Kurven, inverse Galoistheorie, diophantische Gleichungen).
2004 war sie Emmy-Noether-Gastprofessorin in Göttingen (Introduction to Shimura Curves).
Sie ist Mitglied der Königlichen Akademie der Naturwissenschaften in Madrid und der Königlichen Akademie der Wissenschaften und Künste in Barcelona sowie des Institut d’Estudis Catalans.